# Big Jay McNeely
Pour les articles homonymes, voir McNeely.
Big Jay McNeely (nom de scène de Cecil James McNeely) est un saxophoniste et chef d'orchestre américain de rhythm and blues, né le 29 avril 1927 dans le quartier de Watts à Los Angeles et mort le 16 septembre 2018 à Moreno Valley en Californie.

## Carrière
Big Jay McNeely commence sa carrière en 1948 en enregistrant pour le label Savoy Records grâce à l'amitié d'un des artistes en vue du label, Johnny Otis. Son morceau The Deacon's Hop est un succès dans les charts R 'n' B. Dans les années 1950, il enregistre à Los Angeles pour les  labels Imperial Records et surtout Federal Records.
Big Jay McNeely appartient à la famille des « ténors hurleurs » . Ses morceaux, pour la plupart instrumentaux, mettent en avant sa virtuosité, accompagnée sur scène d'un « show » où il joue, par exemple, couché sur le dos.
Il collabore notamment avec Louis Prima.
Il se retire à la fin des années 1950, avant de refaire surface dans les années 1980.